# Sniffin’ Glue
Sniffin’ Glue war ein britisches Punk-Fanzine. Es erschien monatlich von Juli 1976 bis September 1977.
Herausgeber Mark Perry lehnte den Namen an dem Ramones-Song Now I Wanna Sniff Some Glue an. Die ersten Ausgaben hatte eine Auflage von etwa 50 Stück, spätere brachten es auf 15.000. Eine Zeichnung einer Drei-Akkord-Folge mit dem Text "this is a chord, this is another, this is a third. Now form a band" (Dies ist ein Akkord. Dies ist noch einer. Dies ist ein dritter. Jetzt gründet eine Band.) wird häufig Sniffin’ Glue zugeschrieben, erschien aber ursprünglich in dem Fanzine Sideburns.
Perry beendete das Heft, als er das Gefühl hatte, Punk würde Teil der etablierten Musikpresse werden. In den letzten Ausgaben ermutigte er dafür seine Leser, selbst Fanzines zu gründen, was in den nächsten Jahren auch hunderte von Punks taten. Die letzte Ausgabe enthielt eine Flexi-Disk von Perrys eigener Band Alternative TV. Zu den bekannteren Autoren zählte der spätere Radiokommentator und Komödiant Danny Baker.
Im Jahr 2000 veröffentlichte Perry das Buch Sniffin' Glue: The Essential Punk Accessory, in der sich alle alten Ausgaben sowie neue Texte von Perry befinden.